# Andy Taylor (Musiker)
Andrew „Andy“ Taylor (* 16. Februar 1961 in Cullercoats, Tyne and Wear) ist ein englischer Gitarrist. Er war Mitglied der Bands Duran Duran und Power Station.

## Karriere
Andy Taylor wuchs im Küstenort Cullercoats in Northumberland auf und begann im Alter von elf Jahren, Gitarre zu spielen. 1980 wurde er in Birmingham Mitglied der 1978 gegründeten Band Duran Duran. Taylor verließ die Band im Juni 1986 während der Aufnahmen für das Album Notorious, um eine Solokarriere zu starten. Noch als Mitglied bei Duran Duran war er im November 1984 an der Benefiz-Single Do They Know It’s Christmas? beteiligt und trat im Juli 1985 beim Live-Aid-Konzert in Philadelphia auf.
Zusammen mit John Taylor von Duran Duran, mit dem er nicht verwandt ist, sowie Tony Thompson von Chic und Robert Palmer gründete er Ende 1984 die kurzlebige Band Power Station. Palmer verließ die Band nach den Aufnahmen für das Album The Power Station und wurde durch Michael Des Barres ersetzt, der vorher mit dem Sex-Pistols-Gitarristen Steve Jones in der Band Checkered Past gespielt hatte. Mit Power Station trat Taylor ebenfalls bei Live Aid in Philadelphia auf.
Seit 1985 betätigt er sich als Komponist, Arrangeur oder Produzent für andere Künstler, unter anderem für Rod Stewart und die Hard-Rock-Band Thunder, deren erfolgreiches Debüt-Album Backstreet Symphony er 1990 produzierte.
Er siedelte nach Los Angeles über und veröffentlichte erste Singles als Solokünstler. Für den Sportlerfilm American Anthem (1986) von Albert Magnoli schrieb er die Titel Take it Easy, Wings of Love und Angel Eyes. Take it Easy erreichte Platz 24 der Billboard Hot 100. Noch im gleichen Jahr wurde When the Rain Comes Down (1986) für den Soundtrack Miami Vice II veröffentlicht und erreichte Platz 73 der US Singlecharts.
Für sein erstes Soloalbum Thunder tat sich Taylor mit Steve Jones zusammen. Jones war an der Komposition der meisten Songs auf dem Album beteiligt und spielt neben Taylor auf dem Album Gitarre. Beide produzierten im Sommer 1986 in den Studios von The Record Plant in Los Angeles zusammen. Das Album wurde im März 1987 veröffentlicht und erreichte Platz 61 in den britischen Albencharts und Platz 46 in den Billboard 200.
In der Folge produzierte er Bands wie Gun und Slide und schrieb für die Filmmusik zu Tequila Sunrise von Robert Towne den Song Dead on the Money.
Das zweite Soloalbum Dangerous umfasste ausschließlich Coverversionen und wurde von Taylor im Sommer 1990 in den Trident II Studios in London produziert. Auf dem Album bearbeitete Taylor unter anderen Titel von Thin Lizzy, Foreigner, AC/DC, J. J. Cale und den Rolling Stones. An den Aufnahmen waren Sessionmusiker wie der Schlagzeuger David Palmer, der Perkussionist Luis Jardim, der Saxophonist Gary Barnacle und der Bassist Richard „Cass“ Lewis beteiligt. Die ausgekoppelte Coverversion des Kinks-Songs Lola erreichte im Oktober 1990 in den britischen Charts jedoch lediglich Platz 60.
1996 schloss sich Taylor für das Album Living in Fear wieder mit Power Station zusammen und ging auf Tournee.
Ab 2001 spielte er erneut bei Duran Duran, veröffentlichte mit der Band das Album Astronaut und nahm an der Welttournee teil, bevor die Band im Oktober 2006 erneut den Ausstieg Taylors verkündete.

## Diskografie (Auszug)
- mit Duran Duran → siehe Duran Duran/Diskografie
- mit Power Station → siehe Power Station
- als Produzent

- 1988: Out of Order, Rod Stewart
- 1990: Backstreet Symphony, Thunder (Geffen/EMI)
- 1990: Not a pretty sight, Skin and Bones (DGC)
- 1991: Soul Destruction, The Almighty (Polydor)
- 1992: Laughing on Judgement Day, Thunder (DGC)

### Studioalben
| Jahr | Titel   | Höchstplatzierung, Gesamtwochen, AuszeichnungChartplatzierungen (Jahr, Titel, Platzierungen, Wochen, Auszeichnungen, Anmerkungen) | Höchstplatzierung, Gesamtwochen, AuszeichnungChartplatzierungen (Jahr, Titel, Platzierungen, Wochen, Auszeichnungen, Anmerkungen) | Anmerkungen                      |
| Jahr | Titel   | UK | US | Anmerkungen                      |
| ---- | ------- | --- | --- | -------------------------------- |
| 1987 | Thunder | UK61 (1 Wo.)UK | US46 (17 Wo.)US | Erstveröffentlichung: April 1987 |

Weitere Veröffentlichungen
- 1990: Dangerous
- 1999: The Spanish Sessions EP (mit Luke Morley)
- 2023: Man's A Wolf To Man

### Singles
| Jahr | Titel Album                      | Höchstplatzierung, Gesamtwochen, AuszeichnungChartplatzierungen (Jahr, Titel, Album, Platzierungen, Wochen, Auszeichnungen, Anmerkungen) | Höchstplatzierung, Gesamtwochen, AuszeichnungChartplatzierungen (Jahr, Titel, Album, Platzierungen, Wochen, Auszeichnungen, Anmerkungen) | Anmerkungen                         |
| Jahr | Titel Album                      | UK | US | Anmerkungen                         |
| ---- | -------------------------------- | --- | --- | ----------------------------------- |
| 1986 | Take It Easy Thunder             | UK95 (1 Wo.)UK | US24 (17 Wo.)US | Erstveröffentlichung: Mai 1986      |
| 1986 | When The Rain Comes Down Thunder | — | US73 (6 Wo.)US | Erstveröffentlichung: Oktober 1986  |
| 1990 | Lola Dangerous                   | UK60 (3 Wo.)UK | — | Erstveröffentlichung: Oktober 1990  |
| 1990 | Stone Cold Sober Dangerous       | UK94 (2 Wo.)UK | — | Erstveröffentlichung: November 1990 |

## Veröffentlichungen
- Wild Boy: My Life in Duran Duran. Autobiographie. Grand Central Publishing, New York 2008, ISBN 978-0-446-50930-5.